# アメリジェット・インターナショナル
アメリジェット・インターナショナルは、アメリカ合衆国フロリダ州マイアミに本社を置く貨物航空会社。

## 歴史
1974年に設立。
当初はアメリカとバハマを結ぶ旅客、貨物路線だったが、1976年に貨物航空会社に転換した。1982年に、現在のアメリジェット・インターナショナルを設立した。アメリジェット・インターナショナルは医薬品、一般貨物、生鮮品輸送など幅広い貨物事業を行っており、トラック輸送サービスも提供している。

## 保有機材

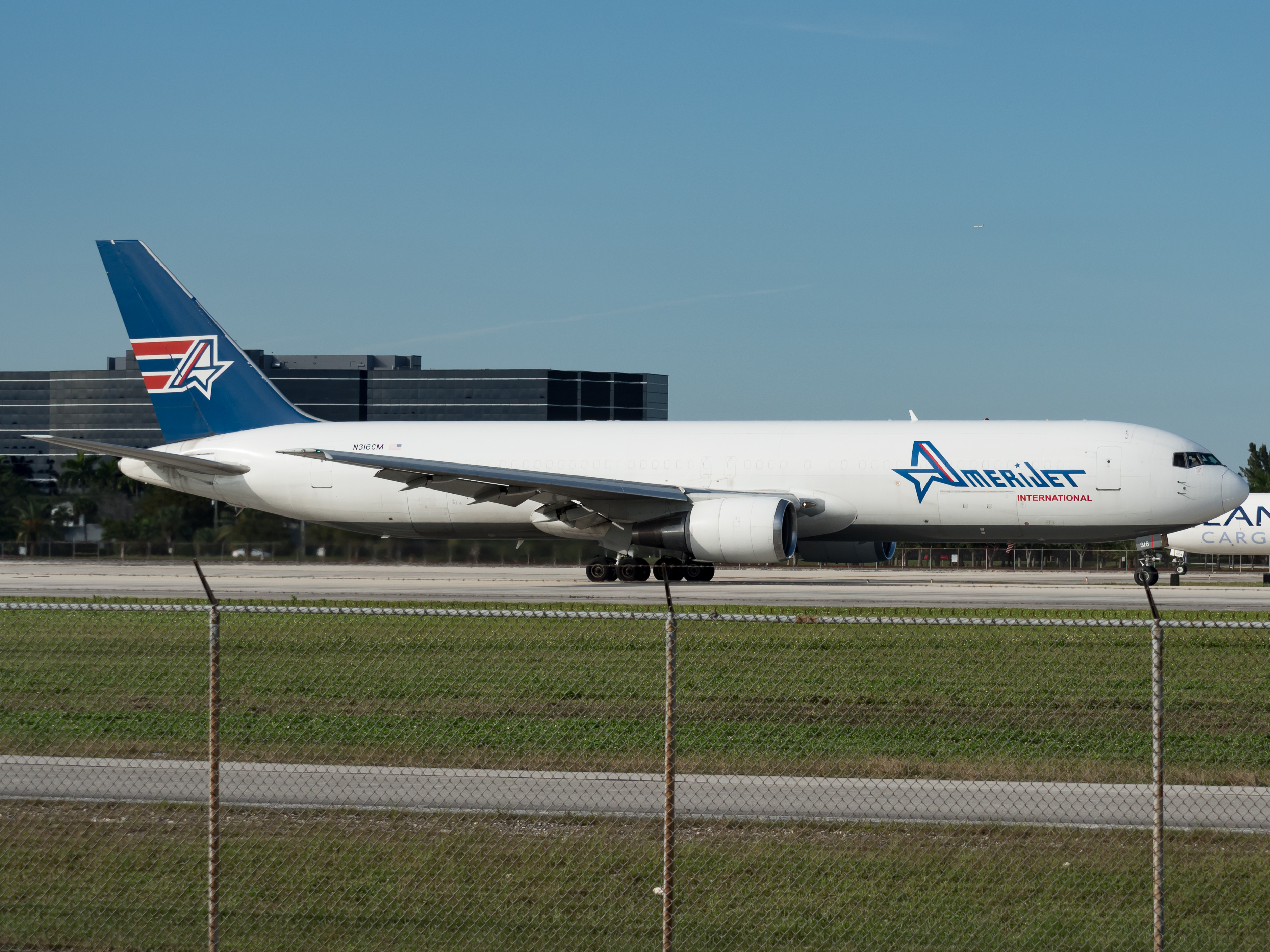

| 機種                     | 就航 | 発注 | 注記             |
| ------------------------ | ---- | ---- | ---------------- |
| ボーイング757-200PCF     | 6    |      |                  |
| ボーイング767-200BDSF    | 5    |      | DHLが運営        |
| ボーイング767-300ER/BDSF | 9    |      |                  |
| ボーイング767-300F       | 3    |      | マースク用に運航 |